# Rhus gerrardii
Rhus gerrardii (Karee de Drakensberg) es un árbol caducifolio, tolerante a la sequía, nativo de Sudáfrica. 

## Descripción
Alcanza una altura de hasta 5 metros. Es resistente a las heladas y crece naturalmente en áreas montañosas, con frecuencia a orillas de los ríos. El árbol tiene un hábito de caída elegante. Produce pequeñas flores amarillas, en los árboles hembras, se convierten en pequeños frutos que son saboreados por las aves. Este árbol es un agradable árbol de sombra para los jardines pequeños.

## Taxonomía
Rhus gerrardii fue descrita por (Harv. ex Engl.) Schonl. y publicado en Bot. Jahrb. Syst. 24(5): 588. 1898
Etimología
Rhus: nombre genérico que deriva de la palabra griega para "rojo", una alusión a los llamativos colores de otoño de algunas especies.
gerrardii: epíteto otorgado en honor del botánico William Tyrer Gerrard.
Sinonimia
- Rhus gerrardii var. basutorum Schönland
- Rhus gerrardii var. latifolia Schönland
- Rhus montana var. basutorum Fernandes
- Rhus montana var. gerrardii Fernandes
- Rhus montana var. latifolia Fernandes[2]